# Великий Врх-при-Шмарю
Великий Врх-при-Шмарю (словен. Veliki Vrh pri Šmarju) — поселення в общині Гросуплє, Осреднєсловенський регіон, Словенія. Висота над рівнем моря: 364,6 м.